# Claudio Guglielmoni
Claudio Guglielmoni (Verona, 18 gennaio 1940) è un ex calciatore italiano, di ruolo centrocampista.

## Carriera
Nel 1958, a 18 anni, passa dall'Audace San Michele all'Inter insieme a Mario Corso e Mario Da Pozzo. non riuscendo ad emergere in nerazzurro, scendendo in campo in una sola occasione in campionato in tre stagioni, nella sfida contro la Juventus del 10 giugno 1961 persa per 9 a 1 in cui l'Inter per protesta schierò la formazione giovanile.
A fine stagione passa al Catanzaro in Serie B disputando da titolare l'annata 1961-1962, quindi scende ulteriormente di categoria militando in Serie C con Cesena e Pisa. In Toscana centra alla prima stagione la promozione fra i cadetti ed è protagonista della cavalcata che in cinque anni porta i nerazzurri a compiere il doppio salto fino alla Serie A, conquistata al termine della stagione 1967-1968.
Disputa a Pisa la stagione in massima serie (24 presenze ed una rete nella vittoria esterna sul Lanerossi Vicenza) chiusa al penultimo posto, quindi passa al Modena per disputare due stagioni in Serie B. Chiude l'attività ad alto livello col campionato di Serie C 1971-1972 disputato con la maglia della Massese.
In carriera ha totalizzato complessivamente 25 presenze ed una rete in Serie A e 164 presenze e 11 reti in Serie B.

## Palmarès

### Club

#### Competizioni nazionali
- Serie C: 1

Pisa: 1964-1965